# Осада Чернигова (1579)
Осада Чернигова 1579 года — событие русско-польской войны 1578—1582 годов, являвшейся заключительным этапом Ливонской войны.
Поздней осенью, вдохновившись взятием Полоцка войсками короля Стефана Батория, киевский воевода князь Константин Острожский с сыном Янушем и брацлавский каштелян Михаил Вишневецкий по приказу короля во главе войска Речи Посполитой переправились через Днепр и осадили Чернигов. В состав их войска входили несколько сотен белгород-днестровских татар Кошкильдея-аги, а также ополчение киевской, овручской, остерской и гомельской шляхты.
Как писал Рейнгольд Гейденштейн, русский гарнизон в Черниговском детинце отважно оборонялся, из-за чего войска Речи Посполитой вынуждены были прекратить осаду, подпалив другие части города. Они распустили загоны по всей Северской земле, доходя до Стародуба, Почепа и Путивля, и разоряли их окрестности, возвращаясь с большой добычей. Жестоко разграблен и в значительной мере разрушен был и Елецкий Успенский монастырь близ Чернигова.